# Quercus magnoliifolia
Quercus magnoliifolia — вид рослин з родини букових (Fagaceae), поширений на півдні й південному заході Мексики.

## Опис
Це листопадне дерево заввишки від 5 до 25 м, і з діаметром стовбура від 15 до 60 см. Гілочки кавового кольору, голі або майже голі зі зірчастими й короткими залозистими волосками, з блідо-жовтими сочевичками. Листки зворотно-яйцюваті або широко еліптичні, тонкі, плоскі, гнучкі, 8–23 × 5–18 см; верхівка округла або тупа; основа мінлива; край товстий, злегка згорнутий, зубчастий; верх блискучий зелений, голий за винятком зірчастих трихомів і залозистих волосків біля основи серединної жилки; низ сітчастий, жовто вовнистий із залозистих волосків і коротких, сидячих, зірчастих; ніжка листка темно-червона, злегка запушена, 3–10 мм. Цвітіння: лютий. Чоловічі сережки багатоквіткові. Жіночі суцвіття 1–3-квіткові, 5–15 мм. Жолуді яйцюваті, завдовжки 8–17 мм; чашечка в діаметрі 14–20 мм, з великими вузькими вовнистими лусками, охоплює 2/3 горіха; дозрівають у перший рік у червні — липні.

## Середовище проживання
Поширений у Мексиці (Синалоа, Наярит, Морелос, Мічоакан, Мексика, Пуебла, Оахака, Коліма, Герреро, Ідальго, Халіско); росте на висотах від 1700 до 2900 метрів; населяє вологі ліси із сосни, дуба та сосни-дуба, субтропічні чагарникові дубові ліси й порушені місця проживання.

## Використання
Використовується як дрова, деревне вугілля, ручки для інструментів, лавки, балки. Листя використовували і для виготовлення покрівлі і як корм для свиней.